# سباستین مایر
سباستین مایر (انگلیسی: Sebastian Maier؛ زادهٔ ۱۸ سپتامبر ۱۹۹۳) بازیکن فوتبال اهل آلمان است.
از باشگاه‌هایی که در آن بازی کرده‌است می‌توان به باشگاه فوتبال سن پائولی، باشگاه فوتبال مونیخ ۱۸۶۰، و باشگاه فوتبال هانوفر ۹۶ اشاره کرد.
وی همچنین در تیم ملی فوتبال جوانان آلمان بازی کرده‌است.